# Пікар (кратер)
Пікар (лат. Picard) — кратер на Місяці, в Морі Криз. Найбільший у цьому морі кратер, не залитий лавою. Діаметр — 22 км, координати центру — 14°34′ пн. ш. 54°43′ сх. д. / 14.57° пн. ш. 54.72° сх. д. Названий на честь французького астронома XVII століття Жана Пікара.

## Назва
Цей кратер наніс на карту ще Ян Гевелій 1647 року. Він називав місячні регіони іменами земних. Оскільки Море Криз у нього називалося Меотійським болотом (зараз відомим як Азовське море), даний кратер отримав латинську назву одного з островів цієї водойми — Insula Alopecia («Лисячий острів», від дав.-гр. ἀλώπηξ — «лисиця»).
Пізніше місячні кратери стали називати на честь вчених, і німецький астроном Йоганн Шретер запропонував дати цьому кратеру ім'я Жана Пікара. У 1935 році цю назву затвердив Міжнародний астрономічний союз.

## Опис
Найближчі до Пікара великі кратери — Єркс на заході, Пірс на північному заході, Кертіс на сході, Грівз та Лік на південному заході. На півдні від Пікара тягнеться гряда Термьє, а на заході — гряда Оппеля.
Глибина Пікара — 2,3 км відносно поверхні Моря Криз. На його схилах багато терас, а всередині є ділянка рівного дна з кількома пагорбами в центрі. Дуже рівні ділянки є і в деяких заглибленнях терас, причому подекуди вони перетяті тріщинами. Ймовірно, ці ділянки вкриті застиглим розплавом від удару, що створив цей кратер. Сталося це в ератосфенівському періоді.
Пікар цікавий тим, що при його появі на поверхню були викинуті породи з досить великої глибини — більшої, ніж у випадку інших кратерів Моря Криз. Є деякі ознаки того, що цей удар пробив базальтовий покрив моря наскрізь.

## Сателітні кратери
Ці кратери, розташовані в околицях Пікара, носять його ім'я з доданням великої латинської літери.
| Пікар | Координати                                                | Діаметр, км |
| ----- | --------------------------------------------------------- | ----------- |
| K     | 9°44′ пн. ш. 54°34′ сх. д. / 9.73° пн. ш. 54.56° сх. д.   | 9           |
| L     | 10°19′ пн. ш. 54°19′ сх. д. / 10.32° пн. ш. 54.31° сх. д. | 7           |
| M     | 10°13′ пн. ш. 53°57′ сх. д. / 10.21° пн. ш. 53.95° сх. д. | 8           |
| N     | 10°31′ пн. ш. 53°34′ сх. д. / 10.52° пн. ш. 53.57° сх. д. | 19          |
| P     | 8°49′ пн. ш. 53°37′ сх. д. / 8.82° пн. ш. 53.62° сх. д.   | 8           |
| Y     | 13°11′ пн. ш. 60°16′ сх. д. / 13.18° пн. ш. 60.27° сх. д. | 4           |

Наступні кратери були перейменовані Міжнародним астрономічним союзом:
- Пікар G — Теббат
- Пікар H — Шеплі
- Пікар X — Фаренгейт
- Пікар Z — Кертіс.